# Kia Sportage
O Sportage  é um utilitário esportivo compacto da Kia lançado em 1993.

## Primeira geração (1993–2002)
A primeira geração do Sportage foi desenvolvida com base na plataforma do Mazda Bongo. Ele compartilha muitos componentes mecânicos, tais como o motor, transmissões, e os diferenciais. Isso foi durante a aliança da Ford-Mazda-Kia e partilhava a tecnologia do produto no início e meados da década de 1990.
O Sportage foi vendido em versões de duas e quatro portas . A versão de quatro portas também tinha um chassis longo (Sportage Grand) nos mercados asiáticos e australianos. Os modelos com o chassis longos vinham com 10 polegadas (2,54 mm) de espaço a mais. A primeira geração do Sportage foi descontinuada na América do Norte em 2002, e mundialmente em 2003, exceto para o Paquistão (Ásia), que continuou até 2004. O Kia Sportage 1998 foi primeiro veículo do mundo a ter equipado airbag de joelho.

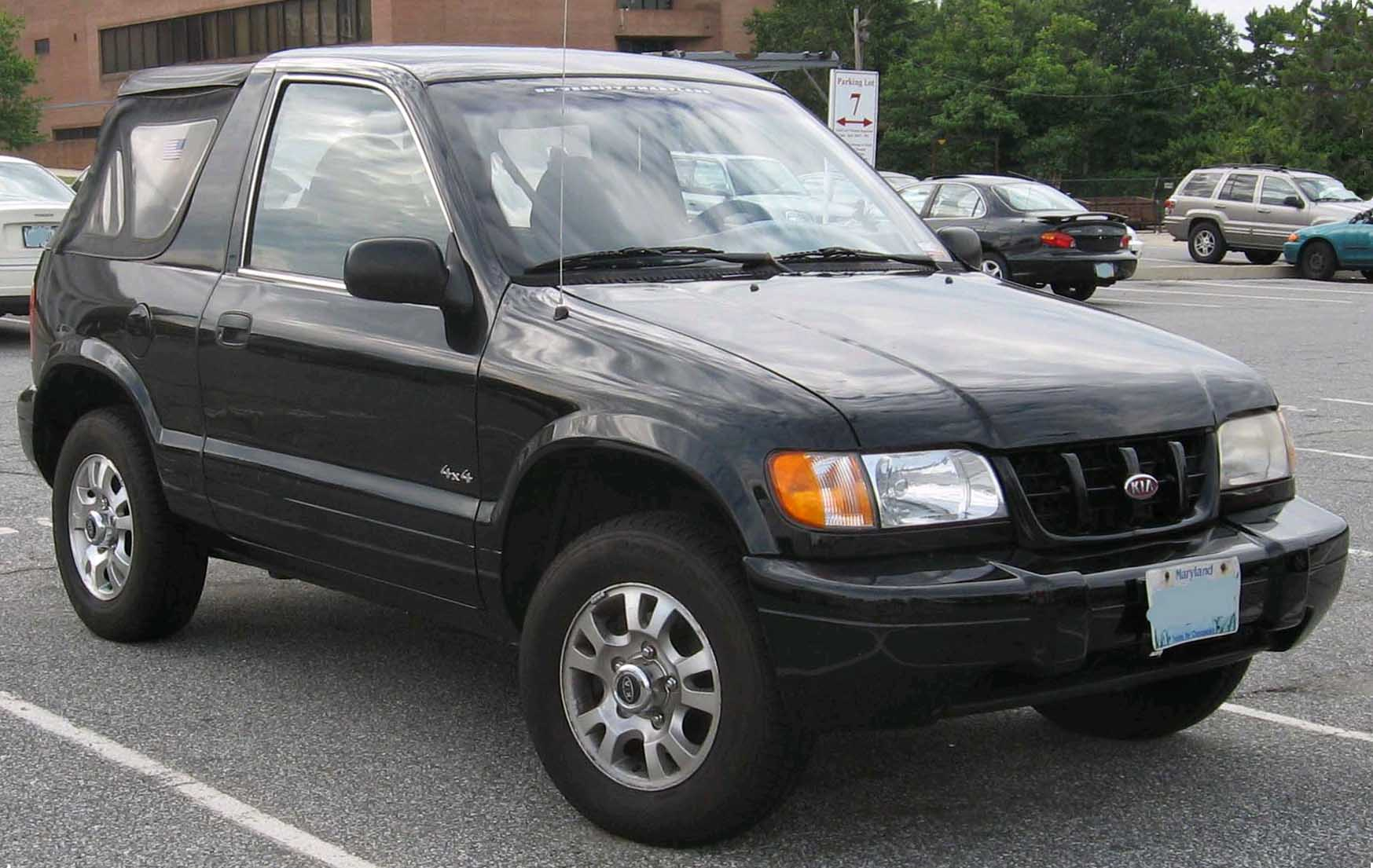
1998-2001 Kia Sportage convertible (US)
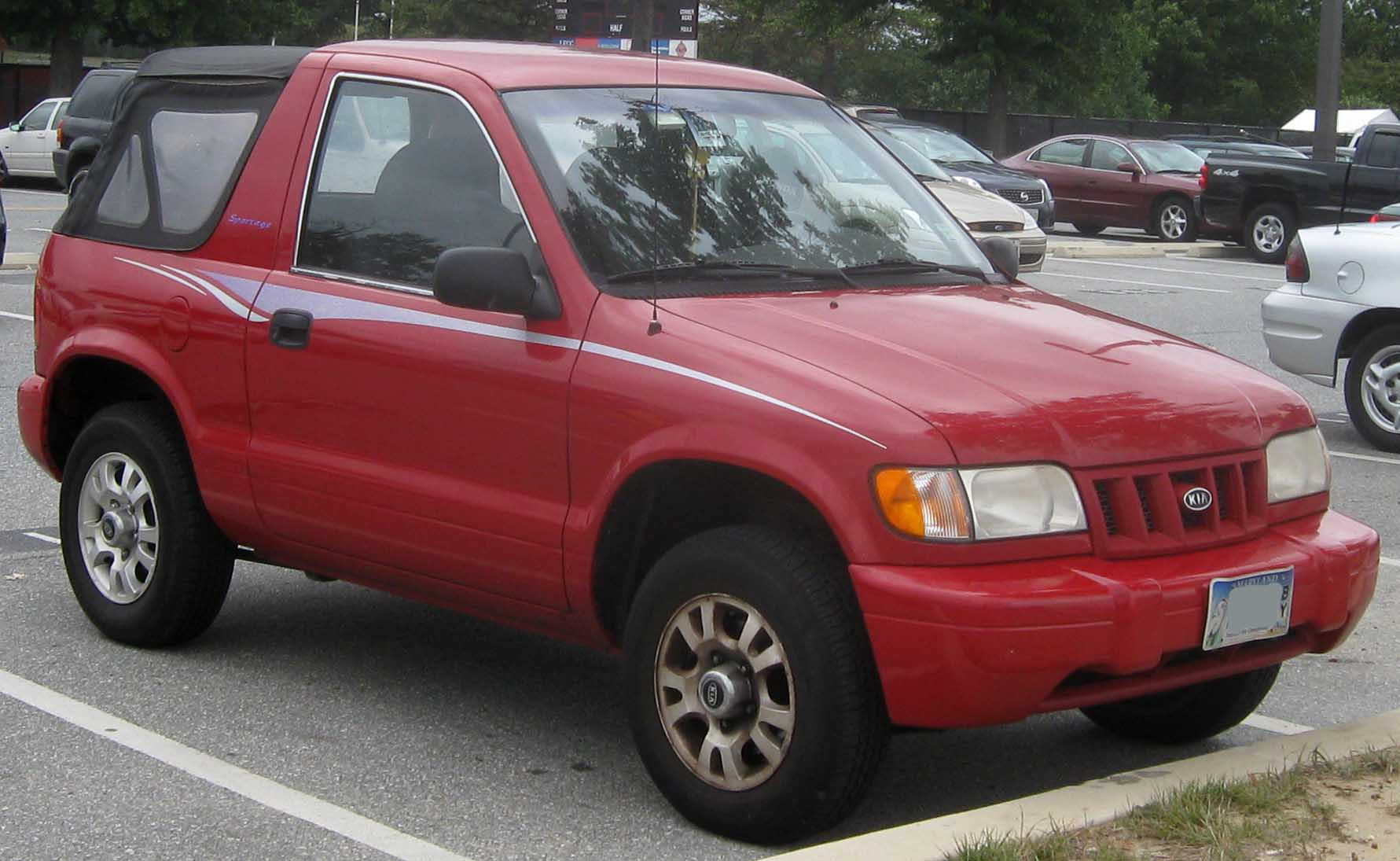
2002 Kia Sportage convertible (US)

## Segunda geração (2004–2010)
Após um período de dois anos, o Sportage 2005 retornou, partilhando a sua plataforma baseada no Hyundai Elantra 2005 com o Hyundai Tucson. O Sportage tem um motor 2.0L straight-4 diesel disponível no Reino Unido. Os críticos e os fãs do Sportage original pré-Hyundai, queixaram-se que é consideravelmente maior que o Sportage original e não tem a capacidade anterior offroad de antes, as duas chaves para o seu sucesso.
Em maio de 2008 foi feito um facelift. Desde 2007, é produzido na fábrica de Zilina, na Eslováquia. Um segundo facelift foi introduzido no Reino unido no início de 2009 poucos meses depois do seu primeiro facelift.[carece de fontes?]  O acabamento e qualidade e notoriamente melhor do que a geração do primeiro modelo. No Brasil o modelo da 2a geração deixou de ser importada da Coreia do Sul, mas continuou sendo fabricado e vendido com enorme sucesso na China. Diante do sucesso de vendas naquele mercado, a DYK (joint-venture Dongfeng-Yueda-Kia) realizou um leve facelift no modelo no ano de 2013, e permaneceu sendo fabricado até o ano de 2016 na China.

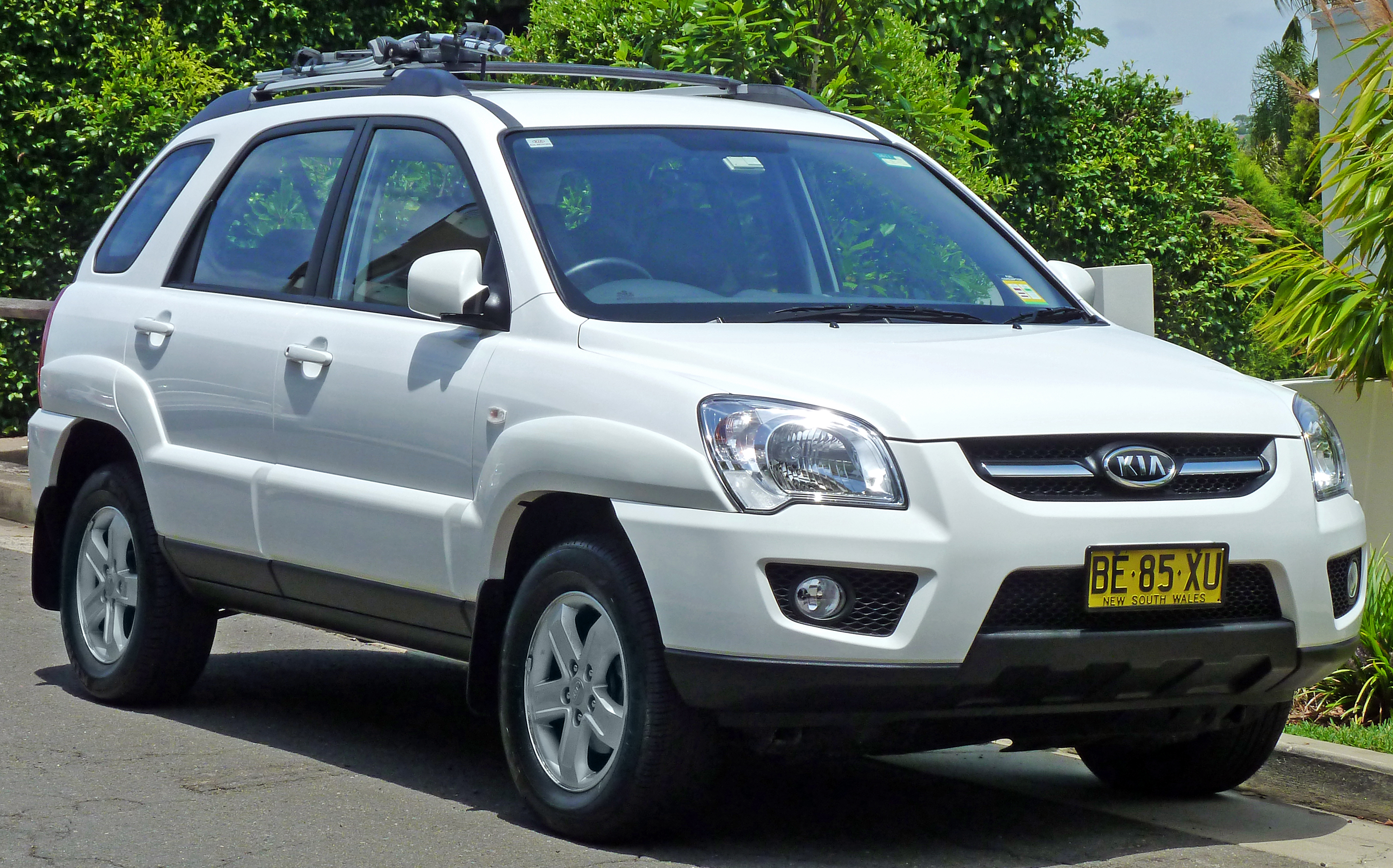
Kia Sportage II (JE) 1º facelifit da 2ª geração, lançado em 2009 até 2010
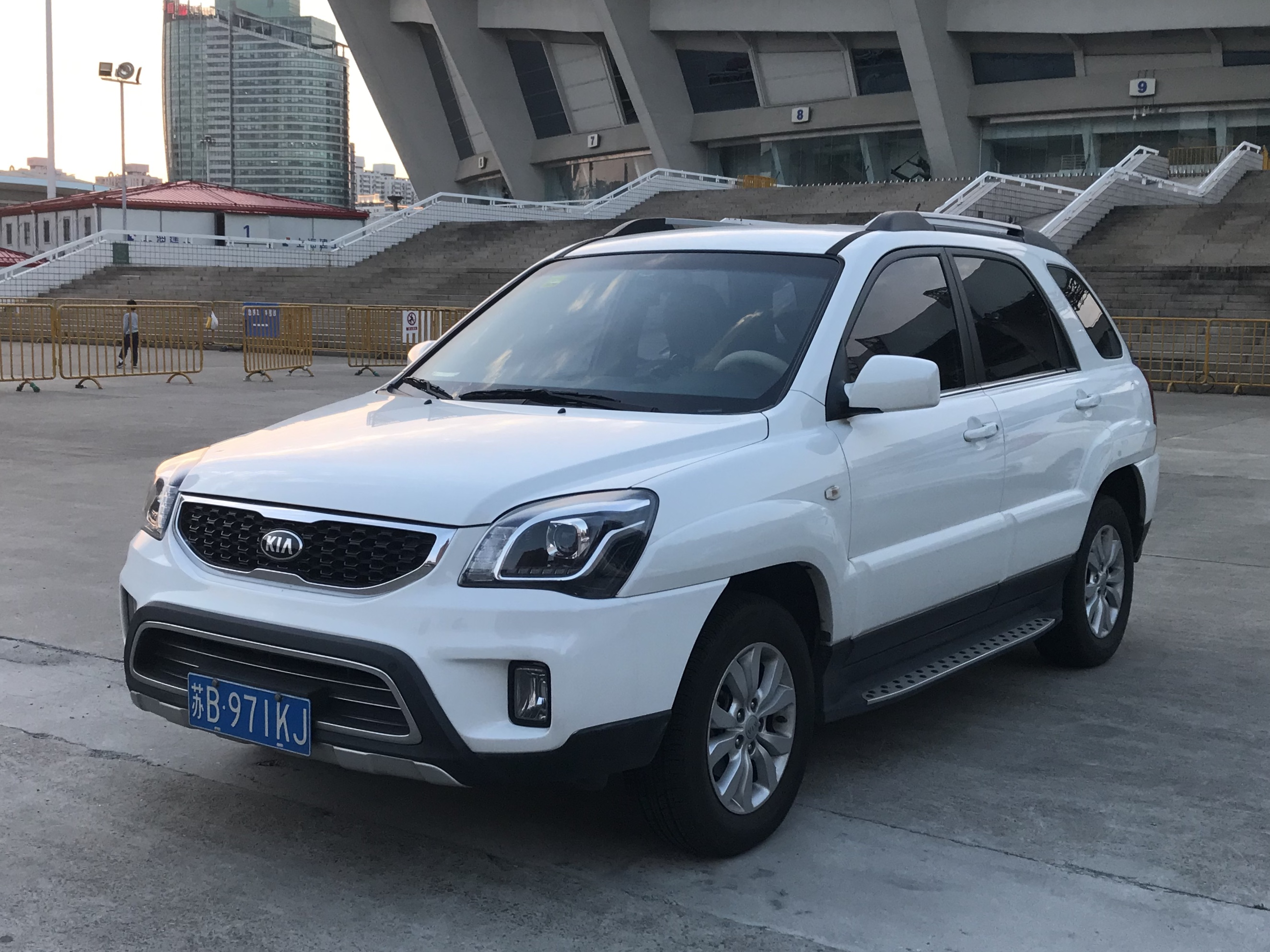
Kia Sportage versão 2½ modelo 2013 - 2016. Foi produzido somente na China pela DYK (Dongfeng Yueda Kia)
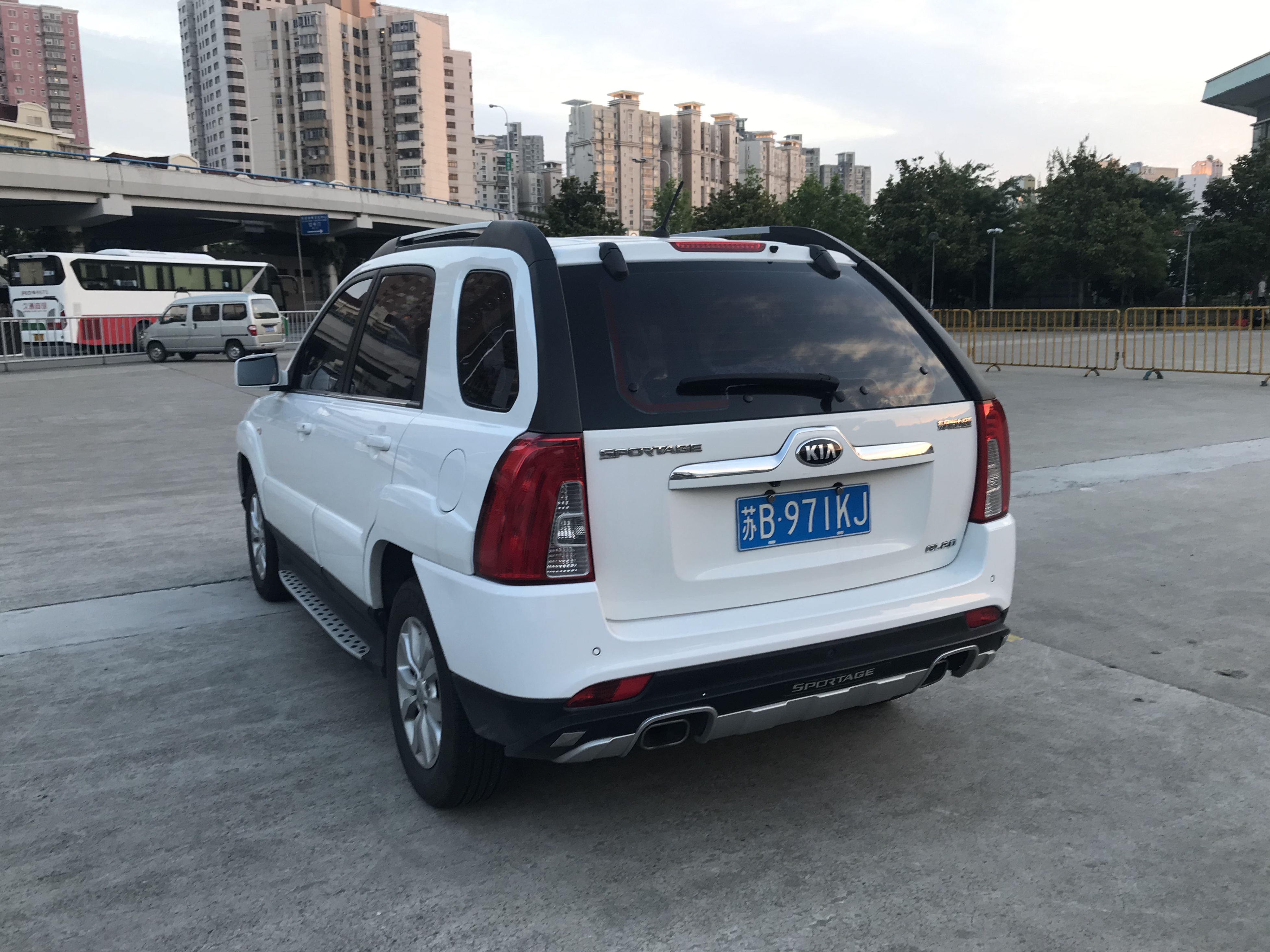
Kia Sportage versão 2½ modelo 2013 - 2016. Imagem traseira

## Terceira geração (2010-2016)

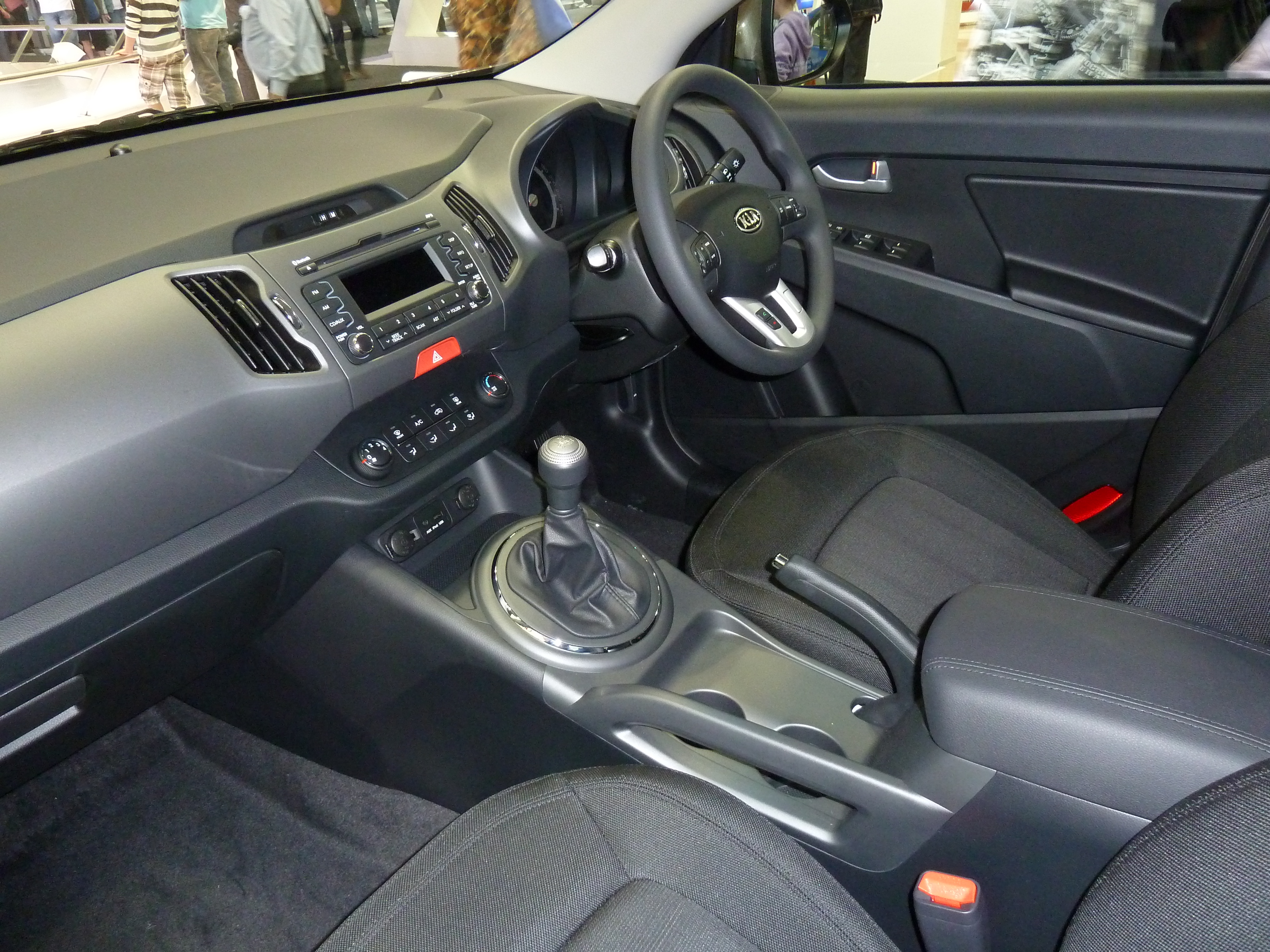
Interior.

Apresentado no Salão Automóvel de Genebra de 2010, o Kia Sportage modelo 2011 foi lançado em abril de 2010 para os mercados asiáticos e europeus, seguindo-se a mercados da América Central e do Norte, em agosto.

## Quarta geração (2015-presente)
A quarta geração foi revelada no Frankfurt Auto Show em 2015 e lançada em 2016.

## Teste de Segurança doLatin NCAP
O Latin NCAP realizou um teste de segurança no veículo em dezembro de 2021, ficou sem nenhuma estrela, sendo 48% para adultos, 15% para crianças, 58% em pedestres vulneráveis e 7% em sistemas de segurança.
O veículo contém Airbag Frontal para motorista e passageiro, protensores do cinto para motorista e passageiro, airbag lateral de cabeça opcional para todos os lugares, airbag lateral de peito opcional para motorista e passageiro, airbag lateral para a pélvis para passageiro e opcional para motorista, lembrete do cinto e segurança para motorista e opcional para passageiro, e isofix.